# ریانشو
ریانشو (به اسپانیایی: Rianjo) یکی از دهستان‌های اسپانیا است.